# Oligoryzomys griseolus
Oligoryzomys griseolus là một loài động vật có vú trong họ Cricetidae, bộ Gặm nhấm. Loài này được Osgood mô tả năm 1912.